# David Freese
Pour les articles homonymes, voir Freese.
David Richard Freese (né le 28 avril 1983 à Corpus Christi, Texas, États-Unis) est un joueur de baseball de la Ligue majeure de baseball. Il évolue au poste de troisième but. 
Joueur des Cardinals de Saint-Louis de 2009 à 2013, David Freese est élu joueur par excellence de la Série de championnat 2011 de la Ligue nationale et joueur par excellence de la Série mondiale après la conquête de la Série mondiale 2011 par son équipe.

## Biographie
Après des études secondaires à la Lafayette High School de Wildwood (Missouri), David Freese suit des études supérieures au St. Louis Community College-Meramec en 2004, puis à l'Université South Alabama, où il porte les couleurs des Jaguars de South Alabama de 2005 à 2006.  
Il est repêché le 6 juin 2006 par les Padres de San Diego au neuvième tour de sélection. Il perçoit un bonus de 6 000 dollars à la signature de son premier contrat professionnel le 12 juin 2006. 

### Cardinals de Saint-Louis
Encore joueur de Ligues mineures, il est transféré chez les Cardinals de Saint-Louis le 14 décembre 2007 à l'occasion d'un échange en retour du vétéran Jim Edmonds.
Pour les Redbirds de Memphis, le club-école des Cardinals au niveau AAA, Freese maintient des moyennes de bâton de 0,306 et 0,300 lors des saisons 2008 et 2009.
Il entreprend la saison 2009 en Ligue majeure avec Saint-Louis, jouant son premier match le 6 avril. Mais il se distingue peu et est réaffecté en ligues mineures. Il revient au plus haut niveau en septembre, alors que les équipes augmentent leurs effectifs à 40 joueurs, et hausse sa moyenne à la plaque de 0,158 à 0,323 durant cette période. Il termine ce premier séjour dans les grandes ligues avec une moyenne au bâton de 0,323, un coup de circuit et 7 points produits en 17 parties.
Freese porte le numéro 12 à ses débuts avec les Cards, mais lors de son rappel en fin de saison on lui attribue l'uniforme numero 23.

#### Saison 2011

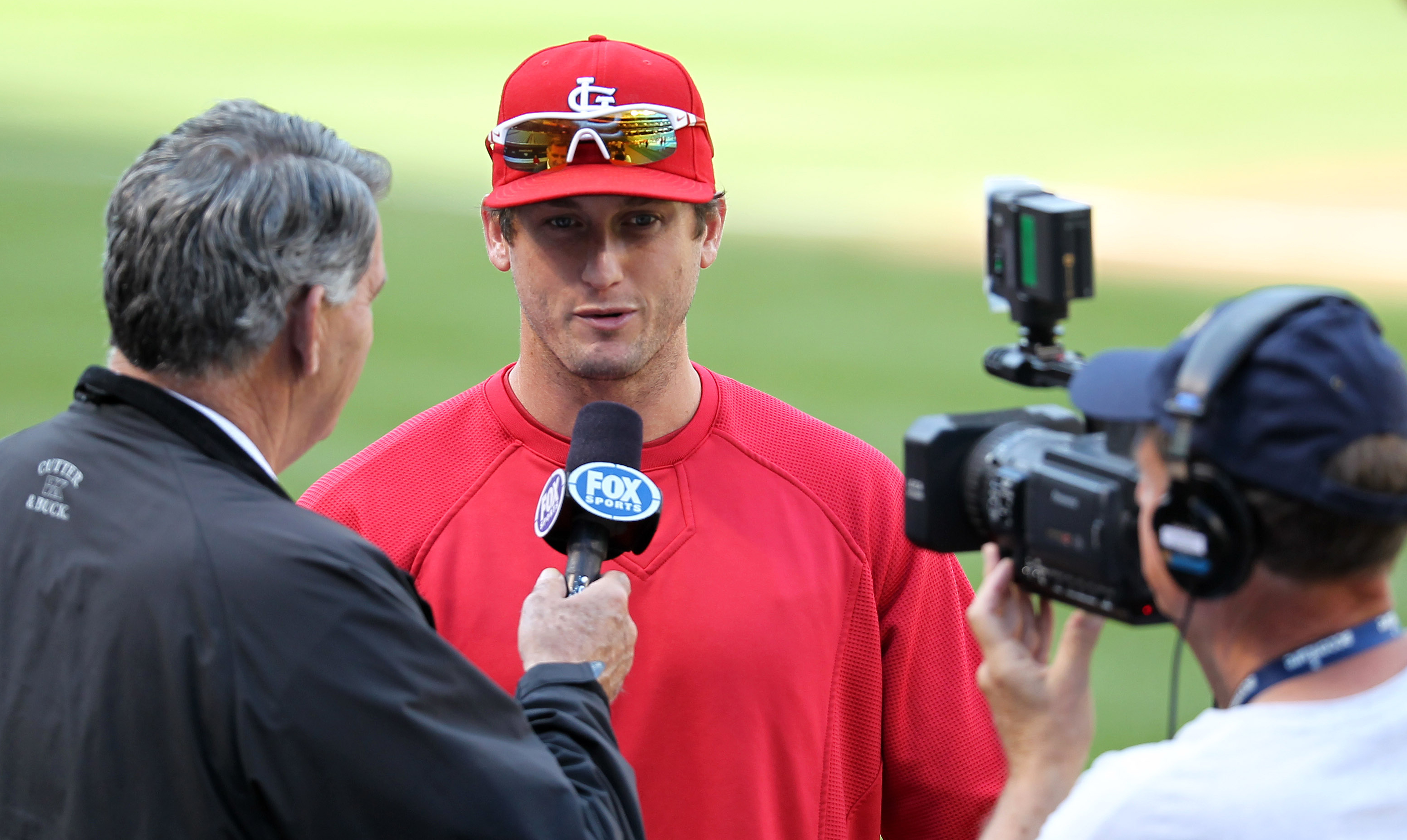
David Freese en juin 2011.

David Freese est le joueur par excellence de la Série de championnat 2011 de la Ligue nationale. Le joueur de troisième but des Cardinals de Saint-Louis termine la série contre Milwaukee avec 12 coups sûrs en 22 présences pour une moyenne au bâton de ,545 avec sept points marqués et neuf points produits en six matchs. La moyenne de puissance de Freese, auteur de trois circuits et trois doubles dans cet affrontement, s'élève à 1,091. Il aide les Cardinals à passer en Série mondiale 2011.

##### Conquête de la Série mondiale 2011
En Série mondiale 2011, il frappe le 27 octobre un coup de circuit aux dépens de Mark Lowe des Rangers du Texas en 11e manche du sixième match de la finale, pour compléter le spectaculaire retour des Cardinals, en danger d'élimination, et forcer un septième et ultime match. Saint-Louis remporte la dernière partie et le titre mondial. Freese est nommé joueur par excellence de la Série mondiale grâce à une performance de 8 coups sûrs pour une moyenne au bâton de ,348 avec sept points produits en sept parties contre Texas. Il est le sixième athlète à être nommé meilleur joueur d'une Série de championnat et de Série mondiale la même année après Willie Stargell (1979), Darrell Porter (1982), Orel Hershiser (1988), Livan Hernandez (1997) et Cole Hamels (2008).
Freese établit un record des séries éliminatoires du baseball majeur avec 21 points produits au total au cours des trois rondes disputées par les Cards. Il éclipse l'ancienne marque de 19 qui était partagée par Sandy Alomar, Jr. des Indians de Cleveland de 1997, David Ortiz des Red Sox de Boston de 2004 et Scott Spiezio des Angels d'Anaheim de 2002. Ses 21 points sont produits en 18 parties jouées contre Philadelphie, Milwaukee et Texas.

#### Saison 2012
En 2012, Freese est pour la première fois invité au match des étoiles. Il établit de nouveaux records personnels de coups sûrs (147), de circuits (20), de points marqués (70) et de points produits (79) durant la saison, où il frappe pour ,293 en 144 parties jouées. Les Cardinals peuvent encore compter sur lui en séries éliminatoires, du moins durant la Série de divisions où Saint-Louis élimine le meilleur club de la ligue, les Nationals de Washington, en 5 matchs. Freese frappe pour ,421 dans cette série avec 8 coups sûrs, dont 3 doubles, en 19 présences au bâton. Il n'obtient toutefois que 5 coups sûrs en 26 pour une moyenne de ,192 dans les 7 matchs de Série de championnat où les Cardinals sont vaincus par les futurs champions, les Giants de San Francisco.

#### Saison 2013
Freese amorce la saison 2013 sur la liste des joueurs blessés pour des maux de dos et il éprouve des difficultés à l'attaque à son retour. En 138 matchs de saison régulière, il ne claque que 9 circuits, ajoutant 60 points produits pour aller avec une moyenne au bâton à la baisse (,262). Les Cardinals font appel en août au jeune Kolten Wong au troisième but en cours d'année, réduisant le temps de jeu de Freese. 
Freese connaît de difficiles séries éliminatoires 2013, durant lesquelles il est blessé au mollet. Avec 10 coups sûrs dont un circuit, il ne frappe que pour ,178 en 17 parties éliminatoires. Sa moyenne au bâton ne s'élève qu'à ,158 dans les 6 matchs de la Série mondiale 2013, que les Cardinals perdent aux mains des Red Sox de Boston.

### Angels de Los Angeles

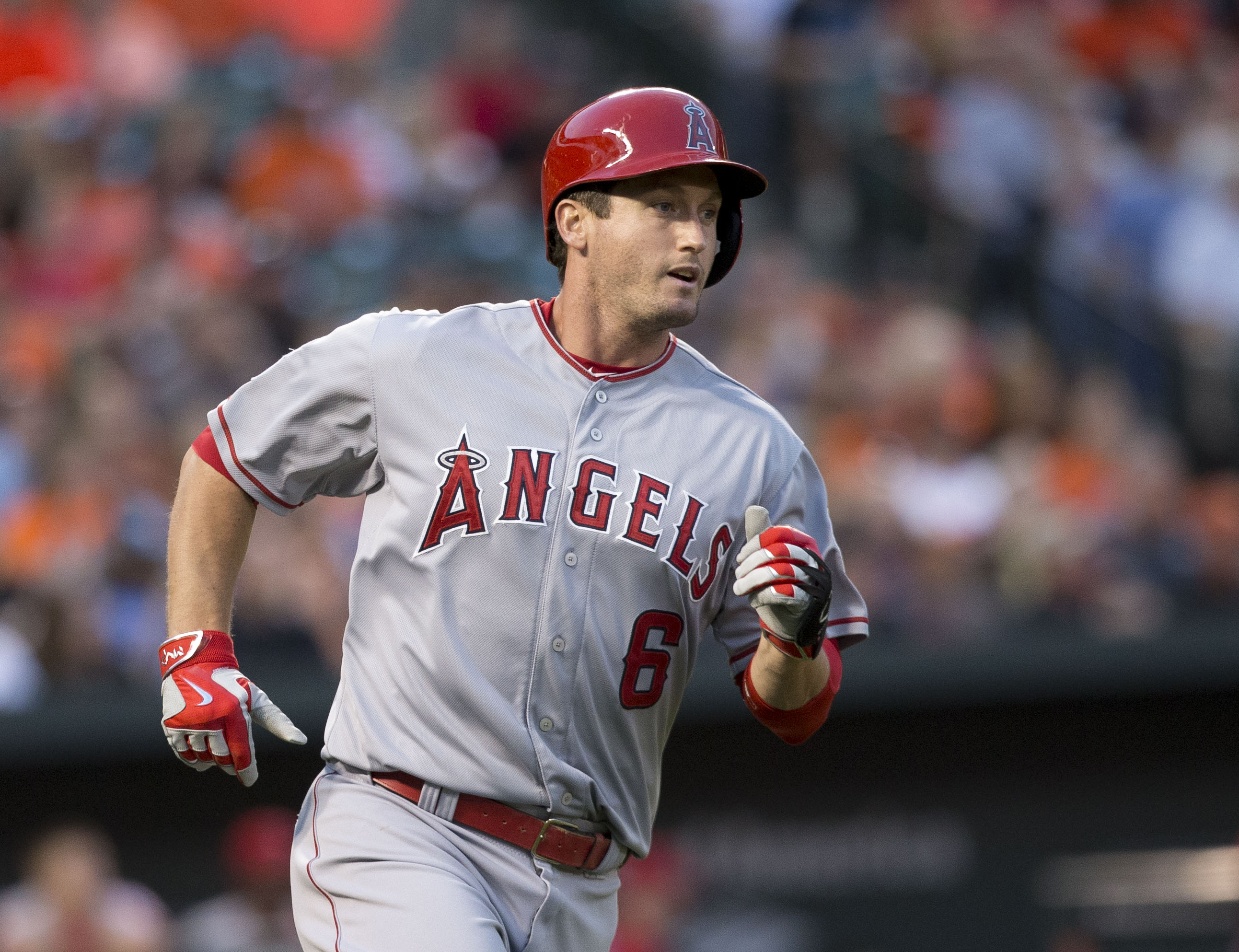
David Freese en mai 2015 avec les Angels.

Le 22 novembre 2013, les Cardinals de Saint-Louis échangent David Freese et le lanceur droitier Fernando Salas aux Angels de Los Angeles contre les voltigeurs Peter Bourjos et Randal Grichuk.
Il frappe pour ,258 de moyenne au bâton avec 24 circuits et 111 points produits en 255 matchs joués sur deux saisons avec les Angels.

### Pirates de Pittsburgh
Le 11 mars 2016, Freese signe un contrat de 3 millions de dollars pour une saison avec les Pirates de Pittsburgh.

## Statistiques
| Saison | Équipe                                       | G    | AB   | R   | H   | 2B  | 3B | HR  | RBI | SB | BA   |
| ------ | -------------------------------------------- | ---- | ---- | --- | --- | --- | -- | --- | --- | -- | ---- |
| 2009   | Cardinals de Saint-Louis                     | 17   | 31   | 3   | 10  | 2   | 0  | 1   | 7   | 0  | .323 |
| 2010   | Cardinals de Saint-Louis                     | 70   | 240  | 28  | 71  | 12  | 1  | 4   | 36  | 1  | .296 |
| 2011   | Cardinals de Saint-Louis                     | 97   | 333  | 41  | 99  | 16  | 1  | 10  | 55  | 1  | .297 |
| 2012   | Cardinals de Saint-Louis                     | 144  | 501  | 70  | 147 | 25  | 1  | 20  | 79  | 3  | .293 |
| 2013   | Cardinals de Saint-Louis                     | 138  | 462  | 53  | 121 | 26  | 1  | 9   | 60  | 1  | .262 |
| 2014   | Angels de Los Angeles                        | 134  | 462  | 53  | 120 | 25  | 1  | 10  | 55  | 1  | .260 |
| 2015   | Angels de Los Angeles                        | 121  | 424  | 53  | 109 | 27  | 0  | 14  | 56  | 1  | .257 |
| 2016   | Pirates de Pittsburgh                        | 141  | 437  | 63  | 118 | 23  | 0  | 13  | 55  | 0  | .270 |
| 2017   | Pirates de Pittsburgh                        | 130  | 426  | 44  | 112 | 16  | 0  | 10  | 52  | 0  | .263 |
| 2018   | Pirates de Pittsburgh Dodgers de Los Angeles | 113  | 280  | 38  | 83  | 12  | 2  | 11  | 51  | 0  | .296 |
| Totaux | Totaux                                       | 1105 | 3596 | 446 | 990 | 184 | 7  | 102 | 506 | 8  | .275 |

Note : G = Matches joués ; AB = Passages au bâton; R = Points ; H = Coups sûrs ; 2B = Doubles ; 3B = Triples ; 
HR = Coup de circuit ; RBI = Points produits ; SB = Buts volés ; BA = Moyenne au bâton.